# Sint-Jacobiparochie
Sint-Jacobiparochie, parfois abrégé en St.-Jacobiparochie (en bildts et en frison : Sint-Jabik) est un village de la commune néerlandaise de Waadhoeke, dans la province de Frise.

## Géographie

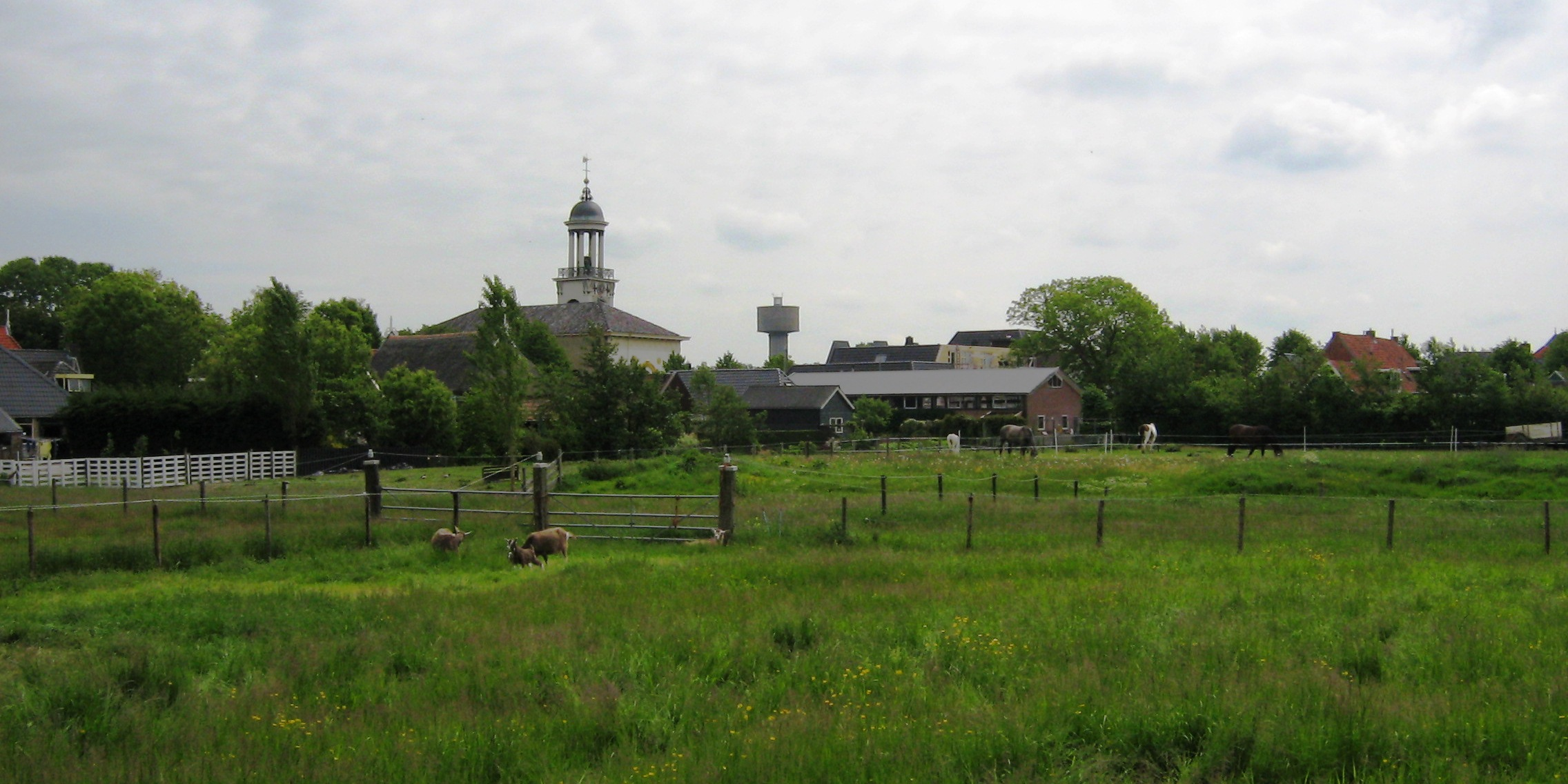

Le village est situé dans le nord de la Frise, près de la mer des Wadden, à 4 km à l'ouest de Sint-Annaparochie et à 10 km au nord de Franeker.

## Toponymie
Le nom en néerlandais signifie « paroisse Saint-Jacques » en l'honneur de l'apôtre Jacques le Majeur.

## Histoire
Le village est fondé en 1505 par des colons originaires de Frise, de Hollande-Méridionale et de Zélande sous le nom de Wijngaarden (« vignobles ») en raison de la région viticole de Hollande d'où venaient les nouveaux résidents. Ils fondèrent une paroisse catholique dont le nom devint plus tard celui du village.
Sint-Jacobiparochie fait partie de la commune de Het Bildt avant le 1er janvier 2018, où celle-ci est supprimée et fusionnée avec Franekeradeel, Menameradiel et une partie de Littenseradiel pour former la nouvelle commune de Waadhoeke.

## Personnalité
- Dirk Cornelis Kuiken, homme politique, né à Sint-Jacobiparochie en 1746.
- Germ de Jong (1886-1967), peintre, né à Sint-Jacobiparochie.

## Démographie
Le 1er janvier 2017, le village comptait 1 365 habitants.